# سكوتوم (ترس)
السكوتوم (باللاتينية: Scutum) هي كلمة لاتينية قديمة تعني ترس، ومن الدارج استخدامها الآن لوصف نوعٍ مشهور من التروس الكبيرة مستطيلة الشكل وشبه الأسطوانية التي حملها جنود الفيالق الرومانية في روما القديمة.

## التاريخ

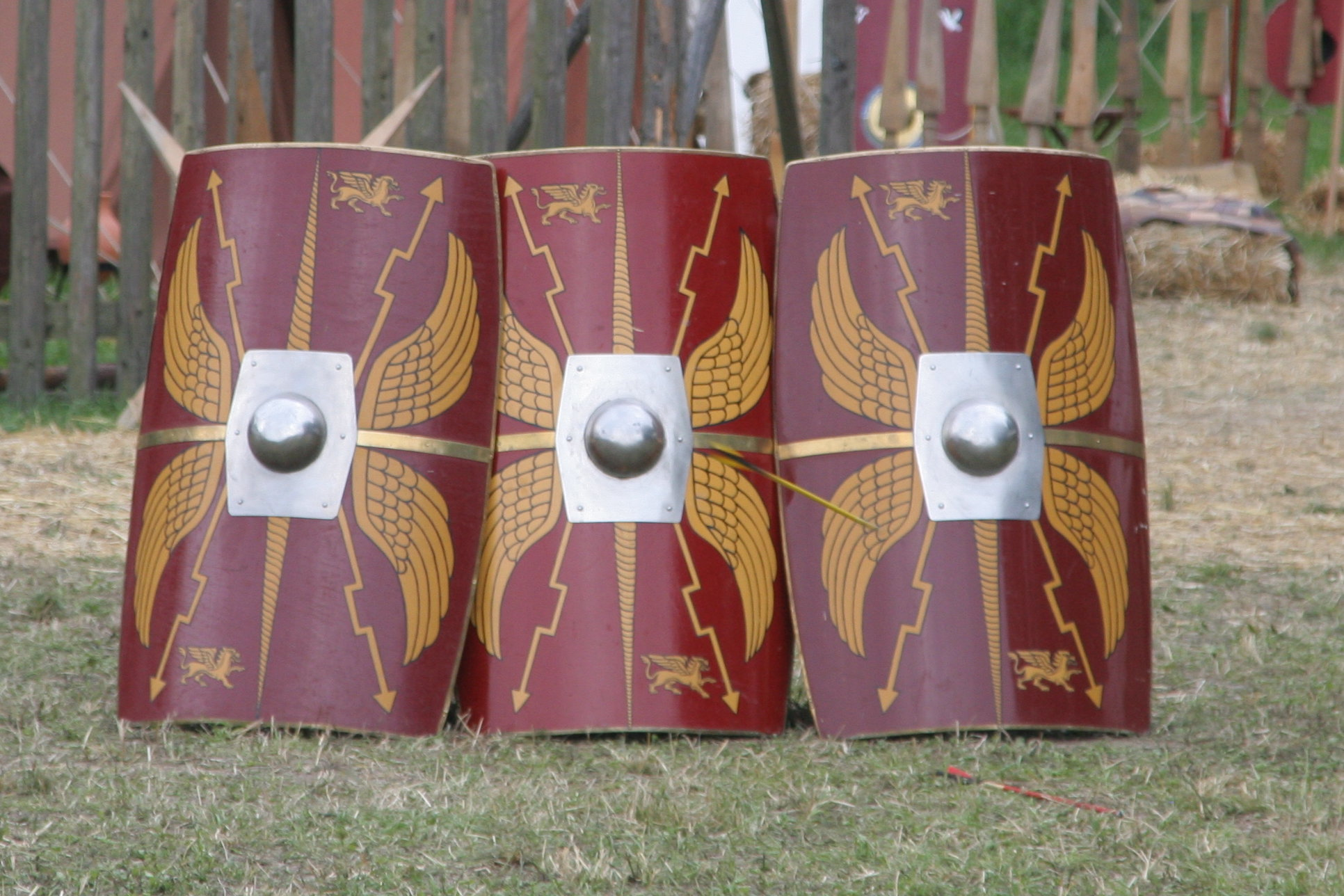
تقليد حديث لتروس سكوتوم مستطيلة الشكل وشبه الأسطوانية التي استعملها الرومان القدماء.

في عهد روما القديمة، كثيراً ما كان الجنود الرومان يستعملون تروساً دائريَّة سُمِّيت أسبس (aspidai)، والتي أخذوها عن جيرانهم من محاربي الهوبليت الإغريق.
تظهر تروس سكوتوم بيضاوية على مذبح القنصل الروماني «غنايسو أهينوباربوس» في دلفي، كما يوجد واحد حقيقيٌّ منه اكتشف في قصر الحريت بصحراء مصر، وكان الشكل البيضاوي هذا هو الشكل الأصلي لتروس السكوتوم قبل تحولها إلى الشكل المستطيل مع مطلع عهد الإمبراطورية الرومانية.
رغم ذلك، يبدو أن التروس المستطيلة اختفت تقريباً بنهاية القرن الثالث الميلادي، فيما تظهر آثار القرن الرابع المكتشفة - وخصوصاً بقايا حصن دورا أوربوس - العودة لاستعمال الكثير من التروس الدائرية والبيضاوية، ولم تمتَز هذه التروس الجديدة بالشكل شبه الأسطواني للسكوتوم، إنَّما كانت في الغالب مسطَّحة أو محدَّبة، ويظهر هذا التغير في صناعة التروس بالقطع الفنية العائدة إلى تلك الحقبة.
مع أنَّ نوعية التروس المستعملة بروما اختلفت كثيراً، إلا أنَّ اصطلاح «سكوتوم» ظلَّ باقياً بعد زوال الإمبراطورية الرومانية، وانتقلَ إلى خليفتها الإمبراطورية البيزنطية، وظلَّ دارجاً حتى القرن الحادي عشر الميلادي على الأقل.